# Île Yuanbei
L'île Yuanbei ou îlot Yuanbei (Chinois traditionnel: 員貝嶼; pinyin: Yuánbèi Yǔ)), également transcrit en île Inkai, fait partie de la municipalité de Baisha dans le comté de Penghu à Taiwan,.